# Битва при Руспине
Би́тва при Руспи́не — битва между сторонниками убитого Помпея во главе с Титом Лабиеном и приверженцами Гая Юлия Цезаря, которая произошла у побережья Северной Африки 4 января 46 года до н. э. Столкновения происходили с попеременным успехом.

## Предыстория
17 декабря 47 года до н. э. Гай Юлий Цезарь прибыл в Лилибей на Сицилии и стал собирать войска, чтобы сокрушить оптиматов в Африке. Свою палатку он поставил у самого берега, так что волны разбивались об неё. Он предупредил легионеров, чтобы все они были готовы в «любой день или час». Всего силы Цезаря включали в себя 6 легионов и 2 тысячи всадников. Был издан приказ, запрещающий брать на корабль любой багаж или снаряжение, кроме самого необходимого.
Пехоту грузили на военные корабли, а конницу на грузовые. На кораблях было мало места для большого количества продовольствия, фуража и вьючных животных. Цезарь надеялся получить необходимое по прибытии в Африку.

## В Африке
25 декабря флот Цезаря покинул гавань, но сильный ветер рассеял часть кораблей, а другие сбились с курса и направились в разные стороны. Помимо ветра, причинами этой задержки были плохое планирование экспедиции и незнание места высадки, но Цезарь надеялся, что подходящее место будет обнаружено, как только флот прибудет к берегам Африки. 28 декабря он высадился около Гадруметума со своими силами, составлявшими 3000 легионеров и 150 кавалеристов. Утверждается, что во время высадки Цезарь упал на берегу и его сопровождавшие посмеялись над дурным предзнаменованием, когда он схватил в две пригорошни гальку и произнёс: «Ты в моих руках, Африка!». 
У Цезаря недоставало сил, чтобы взять в осаду Гадруметум, и он приказал войскам покинуть прибрежный лагерь. Во время похода у цезарианцев произошла стычка с конными нумидийцами, но галльская конница неоднократно отбивала атаки нумидийцев и вынудила их отступить. Цезарь разослал в Сардинию и соседние провинции приказы наместникам о том, чтобы ему немедленно выслали подкрепления и продовольствие. После перехода он разбил лагерь около Руспины. 
1 января 46 года до н. э. Цезарь захватил город Лептис, где затем оставил гарнизон из 6 когорт. На следующий день в Руспину прибыло несколько подкреплений. 4 января Цезарь отправился на поиски фуража, взяв с собой 30 когорт, и через 3 мили от лагеря заметил вражескую переправу. Цезарь отдал приказ подтянуть к этому месту 450 всадников и 150 лучников и затем лично отправился на рекогносцировку.

## Сражение
Силами помпеянцев командовал Тит Лабиен, под чьим началом находились 8000 человек нумидийской конницы, 1600 галльских и германских всадников, а также многочисленная пехота. Лабиен построил своих солдат в плотную линию, где конница располагалась гораздо ближе друг к другу, чем обычно, и с большого расстояния Цезарь ошибочно принял её за тесный строй пехотинцев. Позже помпеянцы перестроили свои ряды, между всадниками поставив легко вооружённых нумидийцев и пеших лучников, а конницей усилив правый и левый фланги. Сам Цезарь, имевший гораздо меньше войска, выстроил свои войска в одну линию. Лучников он поставил впереди линии, а кавалерию на правом и левом флангах. Цезарь приказал коннице позаботиться о том, чтобы не быть обойдёнными многочисленной вражеской конницей, а при таком построении войска он думал, что его солдатам предстоит сражаться с вражеской пехотой.
Обе армии не трогались с места, выжидая кто первым начнёт битву, но Цезарь не атаковал, понимая, что его силы более малочисленны. Лабиен приказал своей коннице сосредоточиться на двух флангах. Нумидийские легковооруженные пехотинцы устремились вперед от главной линии, а легионеры Цезаря выступили им навстречу. Нумидийцы стали метать дротики в римскую пехоту, а всадники нумидийцев отходили назад, а затем помогали своей пехоте в сражении. Римляне были уязвимы перед дротиками и стрелами нумидийцев, которые целились в не защищённый щитом правый бок. Индивидуальное преследование противника было опасным для римлян, которых нумидийцы заманивали в ловушку. Цезарь заметил, что этот способ боя расстраивает ряды его войска, и отдал приказ, чтобы ни один солдат не отходил от знамён более чем на четыре фута.
Римская линия испытывала сильное давление, но дротики чаще ранили солдат, чем убивали. Среди легионеров были новобранцы, которые начали нервничать, но Цезарь вдохновлял их своим примером. Он пытался успокоить своих солдат, а Лабиен поддерживал своих воинов и разъезжал перед строем войск Цезаря с насмешками. Согласно «Африканской войне», Лабиен говорил цезарианцам такие слова: 
Что ты там, новобранец? Ты такой задорный? Даже и вас он одурачил своими речами? На большую опасность он, по правде сказать, толкнул вас. Я вас жалею.
. 
Один из солдат ответил Лабиену, что «он не новобранец, но ветеран Десятого легиона». На это Лабиен возразил: «Я не вижу здесь знамен Десятого легиона». Тогда солдат отвечал: «Теперь ты узнаешь, кто я». С этими словами он сбросил с головы шлем и, пустив изо всех сил копьё, которое нацелил на Лабиена, тяжело ранил в грудь его коня и прибавил: «Лабиен, знай, что это в тебя целится солдат Десятого легиона». 
Среди солдат Цезаря было больше новобранцев, которые не могли справиться с волнением. Они мешали друг другу сражаться и одновременно подставлялись под удар противника. Цезарь приказал растянуть линию своего войска, а каждую вторую когорту заставил сделать поворот, так чтобы одна когорта была перед знамёнами, а другая позади. Этим манёвром армия Цезаря прорвала вражеское окружение, отрезав одну часть неприятельского войска от другого. Легионеры Цезаря напали изнутри на неприятельскую конницу и пехоту и метанием дротиков обратили врагов в бегство, но после этого, опасаясь возможных засад, отступили назад. Римляне нанесли большие потери вражескому войску, и Цезарь приказал в боевом порядке отступать в лагерь. Отступающую армию преследовали Марк Петрей и Гней Пизон с 1600 нумидийскими всадниками и многочисленной пехотой. Помпеянцы атаковали отступающих воинов Цезаря, мешая им вернуться в лагерь. Цезарь приказал своим воинам вступить в сражение, и ослабевшие римляне, приободрённые своим полководцем, предприняли контратаку и отбросили помпеянцев за холмы, а затем в полном боевом порядке вернулись в лагерь.